# Bottom-Up-Heapsort
BottomUp-Heapsort  ist ein Sortieralgorithmus, der u. a. 1990 von Ingo Wegener vorgestellt wurde und im Durchschnitt besser als Quicksort arbeitet,
falls man Vergleichsoperationen hinreichend stark gewichtet. Es ist eine Variante von Heapsort, die vor allem zur Sortierung sehr großer Datenmengen geeignet ist, wenn (im Vergleich zu den notwendigen Vertauschungsoperationen) ein relativ hoher Aufwand pro Vergleichsoperation erforderlich ist.
Diese Variante wurde allerdings bereits 1986 von Svante Carlsson analysiert,
der letztlich eine weitere Variante fand, die sogar eine worst-case-Laufzeit von nur n log n + O(n  log log n) Vergleichen hat. Entdeckt wurde dieser Bottom-Up-Heapsort bereits von Robert W Floyd (bei einer Überarbeitung des ursprünglichen
Heapsorts von Williams), der aber das Laufzeitverhalten dieser Variante nicht beweisen konnte.
Er benötigt zum Sortieren einer Folge von n Schlüsseln
im schlechtesten Fall nur 1,5 n log n + 2n Schlüsselvergleiche.
Im Durchschnittsfall benötigt BottomUp-Heapsort nur n log n + O(n) Schlüsselvergleiche.

## Prinzip der Sortierung
Beim Sortieren mit normalem Heapsort finden beim Absenken eines Elements zwei Vergleiche pro Ebene statt:
1. Welcher der beiden Nachfolgeknoten des abzusenkenden Elements ist größer?
2. Ist der nun bestimmte Nachfolgeknoten größer als das abzusenkende Element?

Nachdem ein Binärbaum zur Hälfte aus Blättern besteht und zudem beim Sortieren ehemalige Blätter mit ohnehin schon eher niedrigen Werten abgesenkt werden, ist es wahrscheinlich, dass ein Element bis zur Blattebene oder in deren Nähe abgesenkt werden muss. Deshalb kann es lohnend sein, auf den zweiten Vergleich zu verzichten und auf Verdacht bis zur Blattebene abzusenken.
In einem zweiten Schritt wird dann rückwärts überprüft, wie weit das Element wieder angehoben werden muss. Im günstigsten Fall (sehr große Felder mit nur wenigen Dubletten) kann dabei fast die Hälfte der insgesamt nötigen Vergleiche bei mäßigem Zusatzaufwand eingespart werden.
Weniger geeignet ist BottomUp-Heapsort zur Sortierung kleinerer Felder mit einfacher numerischer Vergleichsoperation und dann, wenn im Feld sehr viele Elemente gleichwertig sind (dann stimmt die Annahme nicht, dass meist bis in die Nähe der Blattebene abgesenkt werden muss).

## Algorithmus
Konkret wird der Heapsort-Algorithmus, was das Absenken betrifft, wie folgt verändert:
Zunächst wird der Pfad, in welchem das Wurzelelement versenkt werden soll, bestimmt. Dies geschieht durch die Ermittlung des jeweils größten Kindes (Pfad maximaler Kinder). Danach wird dieser bestimmte Pfad von unten nach oben (vom Blatt in Richtung Wurzel) durchlaufen. Hierbei wird bei jedem besuchten Knoten verglichen, ob er größer als das abzusenkende Wurzelelement ist. Ist dem so, wird das Wurzelelement an die Position des zuletzt besuchten Knotens kopiert und vorher der restliche Pfad um eine Ebene nach oben verschoben.
Alternativ kann man auch die Verschiebung von vornherein auf Verdacht bis zur Blattebene durchführen und später – soweit notwendig – wieder rückgängig machen. Wo Kopien relativ günstig durchgeführt werden können (weil etwa nur ein Zeiger kopiert wird), kann das insgesamt vorteilhaft sein.

## Beispiel
Heap: [9, 23, 24, 20, 18, 14, 17, 13, 15, 11, 10, 5, 7, 3, 2]
Baumstruktur:

Das Element 9 muss abgesenkt werden, da es kleiner als mindestens ein Nachfolgeknoten ist.
Es wird als erstes der Pfad der maximalen Kinder (ausgehend von der Wurzel) bestimmt. Es ergibt sich also 9 - 24 - 17 - 3.
Der Algorithmus durchläuft diesen Pfad nun von unten nach oben, also 3 → 17 → 24 → 9. Nun wird der Pfad vom Blattknoten (3) beginnend solange durchlaufen, bis sich ein Knoten findet, der größer als 9 ist. Der Durchlauf endet folglich bei 17. Nun werden alle Knoten ab 17 bis zum Nachfolgeknoten der Wurzel (= 17 → 24) um eine Ebene nach oben und der Knoten 9 an die Position von 17 verschoben. Folglich ändern 17 und 24 als Nachfolgeknoten und 9 als Wurzelknoten ihren Platz.
Heap: [24, 23, 17, 20, 18, 14, 9, 13, 15, 11, 10, 5, 7, 3, 2]
Baumstruktur:

## Implementierung
Einfache Beispielsimplementierung in C99:
```
 
int
 
heapsort_bu
(
 
int
 
data
[],
 
int
 
n
 
)
 
// zu sortierendes Feld und seine Länge

 
{

   
int
 
val
,
 
parent
,
 
child
;

   
int
 
root
=
 
n
 
>>
 
1
;
                  
// erstes Blatt im Baum

   
int
 
count
=
 
0
;
                      
// Zähler für Anzahl der Vergleiche

   
for
 
(
 
;
 
;
 
)

   
{

     
if
 
(
 
root
 
)
 
{
                    
// Teil 1: Konstruktion des Heaps

       
parent
=
 
--
root
;

       
val
=
 
data
[
root
];
               
// zu versickernder Wert

     
}

     
else

     
if
 
(
 
--
n
 
)
 
{
                     
// Teil 2: eigentliche Sortierung

       
val
=
 
data
[
n
];
                  
// zu versickernder Wert vom Heap-Ende

       
data
[
n
]
=
 
data
[
0
];
              
// Spitze des Heaps hinter den Heap in

       
parent
=
 
0
;
                     
//   den sortierten Bereich verschieben

     
}

     
else
                             
// Heap ist leer; Sortierung beendet

       
break
;

     
while
 
(
 
(
child
=
 
(
parent
 
+
 
1
)
 
<<
 
1
)
 
<
 
n
 
)
  
// zweites (!) Kind;

     
{
                                         
// Abbruch am Ende des Heaps

       
if
 
(
 
++
count
,
 
data
[
child
-1
]
 
>
 
data
[
child
]
 
)
  
// größeres Kind wählen

         
--
child
;

       
data
[
parent
]
=
 
data
[
child
];
     
// größeres Kind nach oben rücken

       
parent
=
 
child
;
                 
// in der Ebene darunter weitersuchen

     
}

     
if
 
(
 
child
 
==
 
n
 
)
                
// ein einzelnes Kind am Heap-Ende

     
{
                                
//   ist übersprungen worden

       
if
 
(
 
++
count
,
 
data
[
--
child
]
 
>=
 
val
 
)
 
{
  
// größer als der zu versick-

         
data
[
parent
]
=
 
data
[
child
];
   
//   ernde Wert, also noch nach oben

         
data
[
child
]
=
 
val
;
            
// versickerten Wert eintragen

         
continue
;

       
}

       
child
=
 
parent
;
                 
// 1 Ebene nach oben zurück

     
}

     
else

     
{

       
if
 
(
 
++
count
,
 
data
[
parent
]
 
>=
 
val
 
)
 
{
  
// das Blatt ist größer als der

         
data
[
parent
]
=
 
val
;
           
//   zu versickernde Wert, der damit

         
continue
;
                    
//   direkt eingetragen werden kann

       
}

       
child
=
 
(
parent
 
-
 
1
)
 
>>
 
1
;
      
// 2 Ebenen nach oben zurück

     
}

     
while
 
(
 
child
 
!=
 
root
 
)
          
// maximal zum Ausgangspunkt zurück

     
{

       
parent
=
 
(
child
 
-
 
1
)
 
>>
 
1
;
      
// den Vergleichswert haben wir bereits

                                      
//   nach oben verschoben

       
if
 
(
 
++
count
,
 
data
[
parent
]
 
>=
 
val
 
)
  
// größer als der zu versickernde

         
break
;
                             
//   Wert, also Position gefunden

       
data
[
child
]
=
 
data
[
parent
];
     
// Rückverschiebung nötig

       
child
=
 
parent
;
                 
// 1 Ebene nach oben zurück

     
}

     
data
[
child
]
=
 
val
;
                
// versickerten Wert eintragen

   
}

   
return
 
count
;

 
}

```

Zu Vergleichszwecken gibt die Funktion die Anzahl der durchgeführten Vergleiche zurück.